# Calamina
La calamina és una mescla d'òxid de zinc (ZnO) amb unt 0,5% d'òxid fèrric (Fe₂O₃). És el principal ingredient de la loció de calamina i es fa servir com a agent antiprurític (agent contra la picor, atribuïda a la presència de fenol en la seva formulació) per tractar les condicions on hi ha picor (prurí) om en les cremades pel sol, èczema, o picades d'insectes entre d'altres. També es fa servir com a antisèptic suau per prevenir infeccions causades per gratar-se la zona afectada i com astringent en cas d'abcessos per l'acnè.
Era un compost ja conegut pels alquimistes i a partir del qual s'aïllà el zinc al segle xviii.